# یواس‌اس اوستریچ (ای‌ام‌سی-۵۱)
یواس‌اس اوستریچ (ای‌ام‌سی-۵۱) (به انگلیسی: USS Ostrich (AMc-51)) یک کشتی بود که طول آن ۹۷ فوت ۱ اینچ (۲۹٫۵۹ متر) بود. این کشتی در سال ۱۹۴۱ ساخته شد.